# Под липите (сериал)
Под липите (на турски: Ihlamurlar Altinda) е турски драматичен сериал, излязъл на телевизионния екран през 2005 г.

## Сюжет
Йълмаз и Елиф са двама любовници, които са израснали в един квартал и се обичат. Докато се смята, че ще се оженят, животът ги хвърля в друга посока с времето. Йомер, наследникът на Tекинер холдинг, се влюбва в Елиф и се жени за нея. Йълмаз, който никога не приема тази ситуация, започва да се сближава с Филиз, дъщерята на Текинер. С течение на времето между Йълмаз и Филиз започва голяма любов.

## Излъчване
| Сезон | Епизоди | Начало на сезона  | Край на сезона | Всички епизоди | ТВ сезон    | ТВ канал |
| ----- | ------- | ----------------- | -------------- | -------------- | ----------- | -------- |
| 1     | 39      | 16 септември 2005 | 30 юни 2006    | 1 – 39         | 2005 – 2006 | Kanal D  |
| 2     | 41      | 8 септември 2006  | 29 юни 2007    | 40 – 80        | 2006 – 2007 | Kanal D  |

## Актьорски състав
- Бюлент Инал – Йълмаз Акън
- Синан Тузджу – Йомер Текинер
- Туба Бююкюстюн – Филиз Текинер
- Йозге Борак – Елиф Текинер
- Билур Калкаван – Хандан
- Нур Сюрер – Мюжгян
- Дерия Дурмаз – Фахрие
- Еркан Бекташ – Салих
- Бора Сиври – Джемил
- Еврим Алася – Сема
- Йълдъръм Баязид – Али
- Мелтем Савджъ – Муала
- Ипек Яйладжъоолу – Налян
- Али Ил – Керем
- Айберк Пекджан – Екрем
- Ачеля Елмаз – Джейда
- Дженк Ертан – Джем Акман
- Зейнеп Бешерлер – Аслъ Каракаш
- Ирем Алту – Фериде/Йозлем
- Фърат Танъш – Невзат
- Мехмет Алп Сунаоглу – Алп
- Алту Юджел – Селим
- Тюляй Бурса – Мерал Шахин
- Исмет Юстекин – Ерол
- Халил Сезаи Параджъкоглу – Мурат
- Авни Ялчън – Кемал Садъкоглу
- Ихсан Билсев – Хайри
- Нурчан Ерен – Лейля
- Явуз Сепетчи – Тарък
- Гьокхан Челеби – Халит
- Ибрахим Олам – Хакъ
- Шебнем Кьостем – Джанан
- Гючлю Ялчънер – Хакан
- Есин Доган – Тюркян
- Фатих Паят – Хюсеин

## В България
В България започва излъчване на 16 август 2010 г. по Нова телевизия, но се проваля и от 18 октомври излъчването му е преместено по Диема Фемили и завършва на 24 февруари 2011 г. Дублажа е на Арс Диджитал Студио. Ролите се озвучават от Силвия Русинова, Даниела Сладунова, Светозар Кокаланов, Димитър Иванчев и Иван Танев.